# Mozaik Kiadó
A Mozaik Kiadó egy 1990-ben létrejött magyar tulajdonú tankönyvkiadó.

## Története
A rendszerváltást követően jött létre a szegedi székhelyű Mozaik Oktatási Stúdió (ma: Mozaik Kiadó), amely kezdetben tankönyvi kiegészítőket, a tananyag megértését elősegítő, az érettségi vizsgára való felkészülést hatékonyabbá tevő kiadványokat készített.
A Mozaik Kiadó fennállása (1990) óta rendkívüli figyelmet fordít a pedagógus-továbbképzésre is: évente körülbelül 500 rendezvényt szervez; ezek közül az egyik legjelentősebb esemény a minden évben megrendezett Mozaik Módszertani Nap. Ezenkívül felkarolta jó néhány módszertani folyóirat szerkesztését, kiadását annak érdekében, hogy az önképzést fontosnak tartó pedagógusok számára tanulmányokat jelentessen meg.
1993-tól kezdve az iskolák belátásuk szerint választhattak tanulóik számára tankönyveket, munkatankönyveket, munkafüzeteket stb. A Mozaik is igyekezett megfelelni a pedagógusok és a diákok elvárásainak, ezért új kiadványok fejlesztésébe, kiadásába kezdett: útjára indított több – a mai napig közkedvelt – tankönyvcsaládot. A kiadó megkereste, majd tanácsadónak Szegedre hívta Deák Ferenc erdélyi születésű grafikusművészt, aki a városba települvén a Mozaik művészeti vezetője lett. " – Sokan meglepőnek tartják, hogy ilyen rövid idő alatt ennyire határozott arcélt és grafikai színvonalat sikerült közösen kialakítanunk a Mozaik Kiadónál. Remélem, az olvasók is úgy találják, hogy a Mozaik-könyvek ízlésesek és első pillantásra felismerhetők."
A tankönyvek tehát művészi színvonalúakká váltak, amit mi sem bizonyít jobban, mint az, hogy 1996-tól kezdve özönlöttek az elismerések: a kiadó lassacskán minden hazai díjat elnyert.[forrás?] A díjak sorához nagyban hozzájárult a könyvtervezői tudatosság. A kiadó pontosan azt a minőséget, képi világot szerette volna viszont látni, amelyet Deák Ferenccel együtt megtervezett, ezért szükségszerűnek látta egy saját nyomda kialakítását. 2001-ben meg is vásárolta a gyulai Dürer Nyomdát, amelynek teljes gépparkját lecserélte, s Magyarország legkorszerűbb tankönyvgyártó üzemévé fejlesztette. A tudatosságnak meg is lett az eredménye, a kiadó kiemelkedőt alkotott: a Sokszínű matematika című tankönyvcsalád 9. osztályos kötete nemcsak szakmailag, hanem grafikailag is magas színvonalat képviselt, s ezt a legrangosabb díjak igazolják: Szép Magyar Könyv 2001 Díj; Szép Magyar Könyv 2001 MKB Különdíj; Budapesti Könyvfesztivál 2002 Budai Díj; HUNDIDAC 2003 Arany Díj.
Ezenkívül különösen jelentős A természetről tizenéveseknek című sorozat, amely Magyarország első természettudományi tantárgyakhoz készült sorozata, s magában foglalja az 5. osztályos diákok számára készített természetismeret kiadványokat, valamint a biológia-, a földrajz- , a kémia- és a mai napig piacvezető fizikakönyveket.
A kiadó törekvése, hogy a természettudományi tankönyvcsaládokhoz hasonlóan a humán tantárgyakhoz készített kiadványai is elkísérjék a diákokat egészen az érettségiig, tehát lefedjék mind az általános, mind pedig a középiskolai oktatást.
A Mozaik több mint tíz éven keresztül dolgozott együtt a nemzetközileg is elismert, szegedi születésű, Kossuth-díjas grafikusművésszel, Kass Jánossal (1927–2010), aki az alsó tagozatos olvasókönyvekhez készített zseniális illusztrációkat. Ezenkívül a kiadó megjelentette a művész több albumát is, amelyek külön-külön is kimagasló szellemi értéket képviselnek. A háromszáz számozott példányban megjelentetett Triptichon című album a művész három nevezetes illusztrációsorozatát tartalmazza. A kötet elnyerte a legrangosabb hazai díjat, a Szép Magyar Könyv 2005 Miniszterelnöki Különdíjat.
A kiadó igyekszik felkarolni és segíteni a gyermekek nevelésével, oktatásával kapcsolatos kezdeményezéseket, tevékenységeket. Így például együttműködik a Csizmazia Közhasznú Alapítvánnyal, amely azon fáradozik, hogy ápolja a 2000-ben elhunyt szegedi biológus, természetbúvár, múzeumpedagógus, természetrajzíró, Csizmazia György szellemi hagyatékát. Részben a Mozaik Kiadónak volt köszönhető, hogy pár évvel ezelőtt elkészülhetett Fekete István Tüskevár című művének újabb filmes változata, melyet Balogh György rendezett, Tutajos szerepét pedig a Sorstalanság című film főszereplője, Nagy Marcell alakította.
A 2009-es év is igen rangos elismeréseket hozott a kiadó számára, ugyanis az Európai Tankönyvkiadók Szövetsége, és a Frankfurti Könyvvásár a negyedik osztályos környezetismeret munkatankönyvet Európa Legjobb Tankönyve Ezüst-díjjal, az ötödik osztályos rajz munkatankönyvet pedig Bronz-díjjal jutalmazta.
A könyvkiadás mellett, illetve azzal összhangban a kiadó folyamatosan fejleszti többnyelvű digitális kiadványait, ezek közül a legjelentősebbek a mozaBook, a mozaWeb és a mozaNapló.
Az iskolákkal való hatékony együttműködés érdekében a Mozaik az egész országot behálózó területi szakreferens-szolgálatot tart fenn.
A 2014-ben életbe lépett tankönyvtörvény miatt, az állami fenntartású iskolák egy szűkített listáról rendelhetnek tankönyvet, amelyen viszont a kiadó több száz kiadványából mindössze 38 darab szerepel. A Mozaik Kiadó közölte, hogy kártérítési pert indít az állam ellen.
A 2015. évi tankönyvrendelés során már a kiadó több tankönyve szerepel a listán, de az új jogszabály miatt nem tudtak új tankönyvet engedélyeztetni, így a régi tantervet (NAT 2007) használó tankönyvekhez az új tantervhez (NAT 2012) kapcsolódó kiegészítő kiadványokat adtak ki. Ennek következtében a kiadó a digitális tananyagaival, szoftvereivel külföldre kezdett terjeszkedni. A digitális anyagok rangos nemzetközi díjakat is nyertek.

## Legismertebb könyvsorozatai
- Sokszínű matematika

A tankönyvcsalád végigkíséri a matematika tanítását az általános iskola első osztályától egészen az érettségiig. Az újabb és újabb műveletek bevezetése apró lépésekben, változatos tevékenységi formákkal, eszközökkel, módszerekkel történik.
- Környezetünk titkai

Az e cím alatt megjelenő munkatankönyvek a felső tagozatos természetismeret tanítását készítik elő. Nemcsak oktatási, hanem nevelési célokat is szolgálnak, hiszen a környezet szeretetére, az egészséges életmódra, valamint a természettel és embertársainkkal való harmonikus együttélésre igyekeznek nevelni a diákokat.
- A természetről tizenéveseknek

A természetismeret, a biológia, a fizika, a földrajz és a kémia tantárgyakhoz készült (általános, közép- és szakiskolásoknak szóló) kiadványok szerepelnek ebben a tankönyvcsaládban, amelyek a Környezetünk titkai kötetekre épülnek. E tankönyvcsalád köteteiben remekül megvalósul a tantárgyközi integráció.
- A Föld, amelyen élünk

A tankönyvcsalád fő célja, hogy a tanulók az életkori sajátosságaiknak megfelelő szinten szerezzenek kellő gyakorlatot az ismeretek önálló megszerzésében és sokrétű feldolgozásában. Szépirodalmi idézetek, történelmi dokumentumok, képzőművészeti alkotások is színesítik a köteteket.
- Jól felkészültem-e?

Általános iskolások számára készült feladatgyűjtemények, amelyek a fizikából, matematikából, biológiából és kémiából tanult ismeretek alkalmazását teszik lehetővé. A feladatgyűjtemények tartalmazzák az adott témakörök legfontosabb tény- és fogalomanyagát, valamint a feladatok megoldását is.
- ABC-ház

Ez a tankönyvcsalád hosszú évek óta segíti a tanítók és a kisdiákok munkáját. A helyesejtésre alapozott elemző-összetevő metódust követő kiadványok által lépésről lépésre juthatnak el a gyerekek a hangtanulástól az értő olvasásig.
- Anyanyelv felsősöknek és Anyanyelv szakképzősöknek

A kötetek nyelvezete és témái könnyen megérthetőek, a korosztály érdeklődési köréhez igazodnak. A tankönyvek stílusa oldott, barátságos; a humoros illusztrációkkal együtt jól motiválják a tanulókat. A kötetekben lévő szövegek elősegíthetik a kompetenciaalapú oktatás megvalósítását.
- Középiskolás nyelvtan

Az új, középiskolásoknak szóló Magyar nyelv tankönyvcsalád fő célja, hogy a diákok változatos munkaformák és feladattípusok segítségével, gyakorlati módon sajátítsák el az alapvető nyelvi ismereteket.
- Sokszínű irodalom

Hagyományos és újító törekvések kiegyensúlyozottan fonódnak egybe a tankönyvekben és a munkafüzetekben. A készségfejlesztés és a differenciálás szempontjai ötvöződnek az irodalom értékközvetítő szerepével. A sok színes kép, a kérdések, feladatok, valamint a tananyaghoz kapcsolódó érdekes háttér-információk elősegíthetik a tantárgyközi integráció megvalósulását is.
- Rajz és vizuális kultúra

Ezek a munkatankönyvek a képzőművészeti alkotómunka és a művészettörténet alapjainak megismertetése mellett nagy hangsúlyt fektetnek a vizuális kommunikációra is. A gyerekek megismerhetnek és kipróbálhatnak hagyományos rajztechnikákat, s felfedezhetik a művészetek szépségeit.
- Informatika tankönyvcsalád

Az informatikai, a számítástechnikai és a könyvtárhasználati tankönyvek és munkafüzetek a napjainkban nélkülözhetetlen ismeretek megszerzésében és azok alkalmazásában segítik a diákokat. Az informatika- és könyvtárhasználati könyvek végigkísérik az általános és a középiskolai oktatást, a számítástechnikai kötetek pedig a középiskolások munkáját segítik.

## Módszertani folyóiratok
A módszertani folyóiratok évente öt alkalommal jelennek meg, amelyekben tudományos igényű írások, viták és könyvismertetések olvashatók.
- Csengőszó (tanítóknak)
- A matematika tanítása (5–8. évfolyam)
- A fizika tanítása (6–12. évfolyam)
- A biológia tanítása (7–12. évfolyam)
- A földrajz tanítása (7–12. évfolyam)
- A kémia tanítása (7–12. évfolyam)

## Digitális csomagok
Ahogyan a legtöbb tankönyvkiadó, úgy a Mozaik Kiadó is igyekszik megfelelni a kor elvárásainak, s digitális taneszközökkel is segíti a tanulók és a pedagógusok munkáját.
- mozaBook - interaktív táblai csomagok

A kiadó tankönyveinek interaktív táblára készült változatai. Ezek a digitális tankönyvek megkönnyíthetik a tananyag feldolgozását, valamint az ismeretek elsajátítását.
- mozaWeb - internetes licencek

E gyűjtőnév alatt találjuk a kiadó tankönyveinek internetes verzióját. A web-tankönyvek érdekesebbé tehetik az otthoni tanulást, könnyebben átláthatóvá, befogadhatóvá a tananyagot. Erről az oldalról tölthetőek le a Mozaik Kiadó digitális és 3D tankönyvei, ábrái. Többféle mozaWeb csomag elérhető külön diákoknak, tanároknak és iskolai együttműködés céljából is, attól függően, hogy az iskola milyen mértékben és milyen eszközökön (pl. interaktív tábla, számítógép vagy táblagép) szándékozik használni azokat.
- mozaNapló - internetes, elektronikus osztálynapló

Ez az elektronikus osztálynapló lehetővé teszi az iskola mindennapjai során felmerülő adatkezelési, szervezési és statisztikai feladatok számítógéppel történő elvégzését. Csupán csak internetkapcsolat kell hozzá, külön program telepítése nem szükséges.

### További digitális eszközök
- mozaMap - digitális térképek
- mozaSlide - interaktív táblára készült digitális fóliák
- Euklides - síkgeometriai szerkesztőprogram
- Euler3D - térgeometriai szerkesztőprogram
- Mozaik3D - háromdimenziós modellek

## Díjak
- 2019. A mozaBook és a LabCamera nyerte az EDTECH COOL TOOL AWARDS-ot
- 2018. A Mozaik BETT Awards döntős volt 3 kategóriában
- 2016. A mozaBook BETT Awards döntős volt 2 kategóriában